# Gmina Deep Creek (Iowa)

Położenie Gminy Deep Creek w hrabstwie Clinton

Gmina Deep Creek (ang. Deep Creek Township) – gmina w USA, w stanie Iowa, w hrabstwie Clinton. Według danych z 2000 roku gmina miała 713 mieszkańców, a jej powierzchnia wynosi 93,87 km².